# Амансарыев, Бекдурды
Бекдурды Амансарыев (туркм. Bekdurdy Amansaryýew) — туркменский журналист, бывший главный редактор газеты «Нейтральный Туркменистан», председатель Государственного информационного агентства Туркменистана. Кандидат филологических наук.

## Образование
Образование высшее.
Кандидат филологических наук (1985).

## Карьера
До 2008 года — специальный корреспондент, редактор отдела науки и культуры газеты «Нейтральный Туркменистан».
15.08.2008 — 31.08.2009 — главный редактор газеты «Нейтральный Туркменистан».
С 31 августа 2009 года — председатель Туркменской государственной информационной службы.
20.02.2015 — 14.08.2015 — главный редактор газеты «Нейтральный Туркменистан» (по совместительству).

## Научные публикации
- Лексико-семантическая и словообразовательная характеристика лингвистических терминов туркменского языка / Б. Амансарыев. Ашхабад, 1985.